# Gesundheit, Kraft, Schönheit
Gesundheit, Kraft, Schönheit; 1938 Ratgeber für Gesunde und Kranke; von 1927 bis 1937 „Der Hausarzt“ will der seelisch und körperlich leidenden Menschheit helfen war eine Lebensreformer- und naturheilkundliche Wochenzeitschrift, die von 1927 bis zu ihrem Verbot 1942 in Halle und Münster erschienen ist. Herausgeber Curt Tränkner wurde 1938 von der Reichspressekammer aus politischen Gründen zum Verkauf der Zeitschrift gezwungen.

## Ziel der Zeitschrift und Erscheinungsweise
Erklärtes Ziel der Zeitschrift war die Verhütung von Krankheiten und Seuchen durch breite Aufklärung und Erziehung. Vor allem wurden dabei die Lehren der Naturheilkunde berücksichtigt. Die Artikel stammten in erster Linie von ausübenden Heilpraktikern.
Außerdem wurden regelmäßig Zeitungsromane gedruckt, unter anderem von Margarethe Pauly (Pseudonym Aja Berg), Sidonie Judeich-Mierswa, einer Verfasserin von Frauenliteratur, und Rudolf Beissel (Pseudonym F.B. Cortan), einem bekannten Karl-May-Forscher und Schriftsteller.
Gesundheit, Kraft, Schönheit erschien jeden Sonntag mit einer Auflage von 17300 Exemplaren und kostete zuletzt eine Reichsmark. Die Zeitschrift bestand aus 16 Seiten im Format 23 × 31,5 cm.
Der Herausgeber und Chefredakteur, Curt Armin Tränkner, wurde am 20. Mai 1869 als Sohn eines Lehrers und Organisten in Schmorkau, Sachsen, geboren.

## Verkauf und Verbot
Nach Aussagen des Pressereferenten Wilhelm Ohlenbusch war Tränkner 1938 aus politischen Gründen zum Verkauf der Zeitschrift gezwungen worden. Dies bewog den Käufer und neuen Herausgeber, „Der Westfale“, Verlag und Druckerei, neben dem offiziellen Kaufvertrag einen Arbeitsvertrag zu machen, um Tränkner indirekt die Zeitschrift und deren Einnahmen zu überlassen.
Als Tränkner einige Monate später von der Gestapo in Halle verhaftet wurde, fand man bei einer Hausdurchsuchung diesen Arbeitsvertrag. Die Reichspressekammer drohte mit allen möglichen persönlichen und finanziellen Strafen gegen die Firma „Der Westfale“, deswegen übernahm die Mitinhaberin Gertrud Kettler als Einzelperson die Zeitschrift. Nachdem Gertrud Kettler in Halle gewesen war, um mit dem verhafteten Tränkner zu sprechen, galt auch sie als verdächtig und an „dieser volksfeindlichen Verschwörung“ beteiligt. Daraufhin wurde der Kauf der Zeitschrift von der Reichspressekammer nicht genehmigt und Gertrud Kettler wurde ausdrücklich nicht als Mitglied in den Reichsverband der Deutschen Zeitschriften-Verleger aufgenommen.
Wegen der Kriegswirren stellte die Reichspressekammer die endgültige Klärung dieser Angelegenheit bis Kriegsende zurück. Inoffiziell aber hatte sie die Zeitschrift bereits dem Hüthig-Verlag in Heidelberg zugesagt. Nur infolge der Kriegsverhältnisse war es möglich, die Zeitschrift durch einen endlosen, immer wieder protestierenden Briefwechsel zu halten, bis sie 1942 mit kriegswirtschaftlicher Begründung verboten wurde.
Nach dem Ende des Zweiten Weltkrieges sollte Gesundheit, Kraft, Schönheit wieder erscheinen, doch die Lizenzvergabe durch die britische Militärverwaltung verzögerte sich, bis Der Westfale im Dezember 1948 schließlich aufgelöst wurde. Curt Tränkner war im November 1942 verstorben.

## Wolfgang Marken Verlag
1950 erwarb der Wolfgang Marken Verlag in Hamburg-Poppenbüttel die Rechte an der Zeitschrift. Wolfgang Marken war das Pseudonym von Fritz Mardicke, der nach dem Ersten Weltkrieg der meistgelesene Zeitungsschriftsteller der deutschen Presse war. Er baute nach 1945 den Wolfgang Marken Verlag auf, in welchem er die Zeitschrift unter ihrem neuen Namen, Der Hausarzt. Ratgeber und Freund der Familie, herausgab. Sie erschien von 1950 bis 1953 vierzehntäglich, donnerstags. Mardicke veröffentlichte unter seinem Pseudonym auch eigene Zeitungsromane in dem Blatt.